# Mitoc (Botoșani)
Pour les articles homonymes, voir Mitoc.
Mitoc est une commune du județ de Botoșani en Roumanie.